# Núria Duran Llinàs
Núria Duran Llinàs (Banyoles, 1954) és una dissenyadora gràfica. Al llarg de la seva carrera, Duran ha estat guardonada amb nombrosos premis com una menció especial al 2nd International Colour Design Price, Stuttgart, Alemanya o un Delta de Plata. Estudia disseny gràfic i fotografia a l'Escola Eina de Barcelona. Estudia també vídeo a l'Institut del Teatre de Barcelona i cal·ligrafia amb Keith Adams a Eina. Entre el 1976 i el 1981 treballa com a freelance per a empreses com l'editorial Anagrama o Laboratorios Doctor Andreu. També treballa al departament de disseny i màrqueting de Margaret Astor i Lancaster. El 1981 s'incorpora a l'Estudi Traç on realitza treballs de direcció d'art. Entre el 1983 i el 1985 és dissenyadora i assessora gràfica del Consell de Disseny de la Generalitat de Catalunya. Treballa també com art-director per a diferents empreses de publicitat com ara Tiempo BBDO, Bassat, Ogilvy & Mather Direct o Círculo. El 1988 s'associa amb el també dissenyador gràfic Pere Celma i creen l'estudi Celma&Duran: dedicat al disseny d'imatge corporativa: publicacions, disseny d'exposicions, senyalització i packaging.